# Carl Haarmann

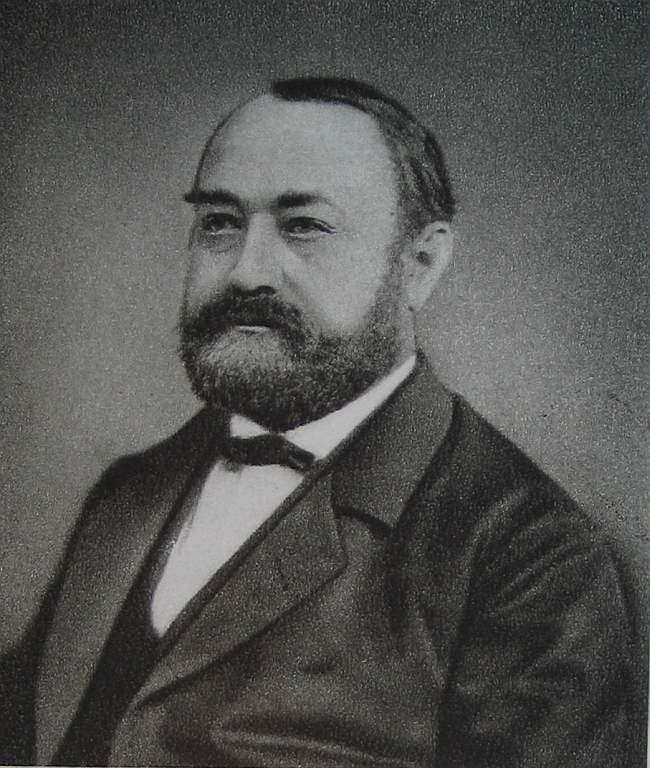
Carl Haarmann

Carl Haarmann (* 31. Oktober 1823 in Hildesheim; † 30. Juni 1884 in Celle; vollständiger Name: Carl August Ferdinand Haarmann) war ein deutscher Jurist und als einer der Neugründer der Ilseder Hütte ein bedeutender Montan-Unternehmer.

## Leben
Sein Vater war Friedrich Wilhelm Christian Ferdinand Haarmann (* 24. Februar 1793; † 30. Januar 1793), ein Pastor an der evangelisch-lutherischen Bürgerkirche St. Andreas in Hildesheim. Seine Mutter war Sophie Elisabeth (Henriette) Hostmann (* 29. Oktober 1795; † 26. November 1871).
Haarmann besuchte das Gymnasium in Hildesheim. Anschließend studierte er Rechtswissenschaften in Göttingen. Er wurde 1843 Mitglied der Landsmannschaft Saxonia Göttingen und gehörte am 28. Juli 1844 zu den Stiftern des Corps Saxonia Göttingen. Er wurde Advokat mit der Zulassung als Obergerichtsanwalt beim Obergericht in Celle. Später wurde er Oberappellationsanwalt beim dortigen Appellationsgericht.
Er war mit seiner Cousine – der Tochter des Bankiers und Unternehmers Carl Hostmann, Anna Hostmann (* 27. April 1830; † 4. Januar 1893) – verheiratet. Sie hatten eine gemeinsame Tochter, Emma (* 9. Juni 1863; † 21. Mai 1939).
Sein Schwiegervater, Carl Hostmann war einer der Mitbegründer der Ilseder Hütte. Nach dem Konkurs der noch nicht fertiggestellten Ilseder Hütte im Jahr 1858 nahm sich Carl Hostmann das Leben. Gemeinsam mit dem späteren Hüttendirektor Fritz Hurtzig und Hostmanns Nachlassinsolvenzverwalter Friedrich Meyersburg hat Haarmann durch die Neugründung der Aktiengesellschaft die Hütte saniert und ausgebaut. Dazu erwarb er aus der Konkursmasse den Hüttenbetrieb und von der Witwe Hostmanns auch die Bergrechte. Im Jahr 1860 gingen die ersten beiden Hochöfen in Betrieb. Damit war die Grundlage für den Hüttenstandort Peine gelegt. Die Ilseder Hütte bildete später eines der Vorgängerunternehmen der Salzgitter AG.
Dieser Betrieb – zwar nahe an Eisenerz-, aber weitab von Kohlevorkommen – wurde zu einem der größten Industriebetriebe im Königreich Hannover. Um die Versorgung der Hütte mit Steinkohle sicherzustellen, gründete Haarmann im Jahr 1870 die Aktiengesellschaft Bantorfer Bergwerksgesellschaft zum Betrieb eines Steinkohlenbergwerkes am Deister. Zwei Jahre später gründete er ein Eisenwerk im Siegener Eisenrevier. Im selben Jahr ließ er das Walzwerk in Peine errichten.
Daneben betätigte sich Haarmann auch politisch. Von 1874 bis 1877 war er in der zweiten Legislaturperiode des Reichstages nationalliberaler Abgeordneter für den Wahlkreis Provinz Hannover 16 (Celle, Gifhorn, Peine, Burgsdorf).